# Polegada quadrada
A polegada quadrada (sq in  ou in²) é uma unidade de medida imperial, cujo lado de um quadrado possui 1 polegada de comprimento (2,54 centímetros).  A unidade denominada polegada quadrada é amplamente usada nos Estados Unidos da América (onde é muito mais usada de que o centímetro quadrado), e em menor grau, também no Canadá.

## Equivalências
Uma polegada quadrada é igual a: 
- 0,0069444444444444 pés quadrados
- 0,0007716049382716 jardas quadradas
- 0,00002550760126517702275 rods quadrados

- 6,4516 cm2